# Sclerotheca oreades
Sclerotheca oreades är en klockväxtart som beskrevs av Franz Elfried Wimmer. Sclerotheca oreades ingår i släktet Sclerotheca och familjen klockväxter. Inga underarter finns listade i Catalogue of Life.